# Кир (Француска)
Кир (фр. Cures) је насељено место у Француској у региону Лоара, у департману Сарт.
По подацима из 2011. године у општини је живело 522 становника, а густина насељености је износила 45,39 становника/km².

## Демографија
| 1962. | 1968. | 1975. | 1982. | 1990. | 2011. |
| ----- | ----- | ----- | ----- | ----- | ----- |
| 426   | 451   | 413   | 340   | 400   | 522   |